# Catarina Wallenstein

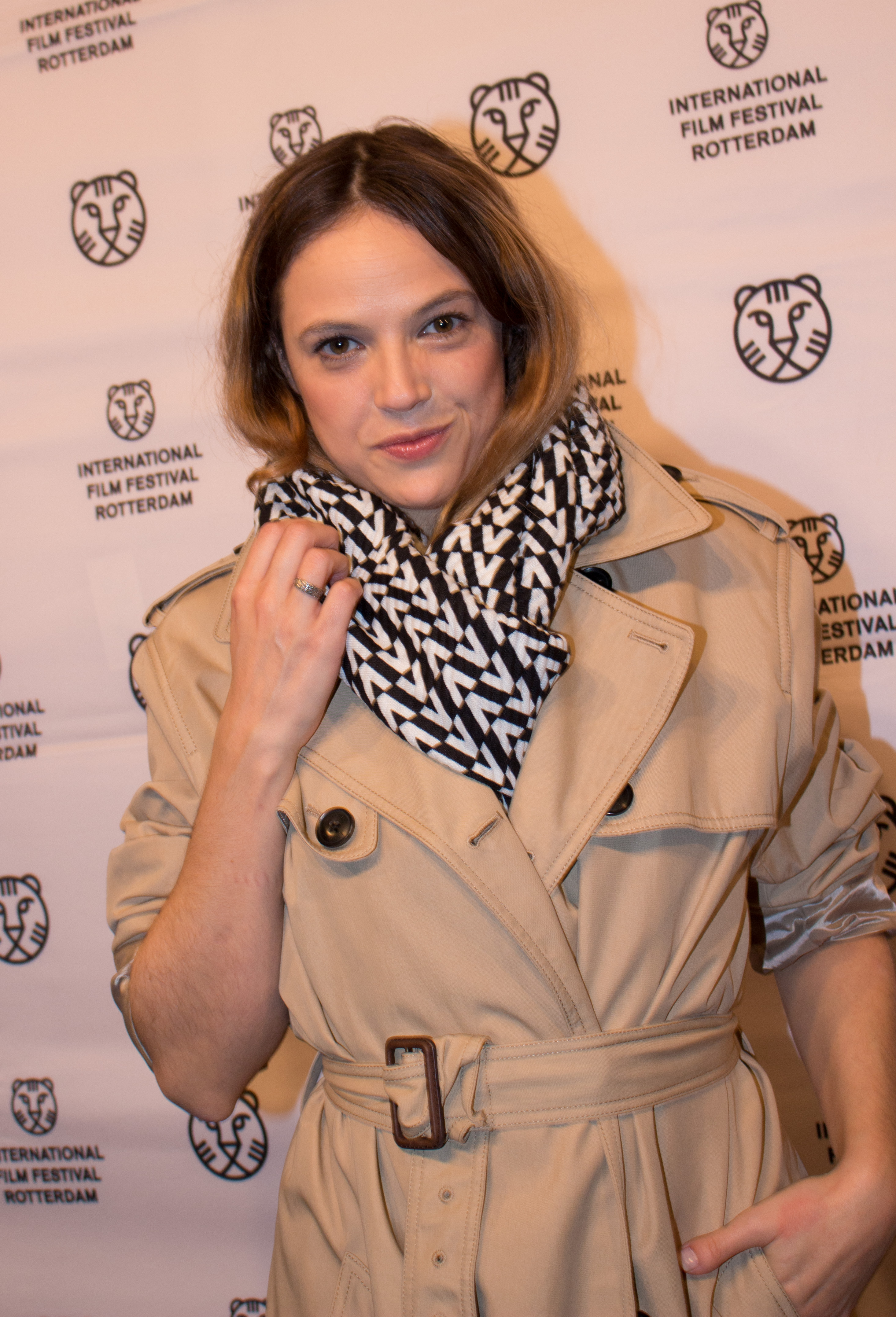
Catarina Wallenstein, 2020

Catarina de Lemos Wallenstein Teixeira, più nota come Catarina Wallenstein (Londra, 23 agosto 1986), è un'attrice portoghese.

## Biografia
Nata a Londra da genitori portoghesi, entrambi musicisti, si è trasferita a Lisbona già in età infantile. Il padre Peter Wallenstein Franco Teixeira, è professore di contrabasso all'Orquestra Sinfónica Portuguesa, la madre Lúcia de Castro Cardoso de Lemos, è cantante lirica; la madre è pronipote dello statista Afonso Costa, il padre è fratello dell'attore teatrale José Wallenstein.
Catarina Wallenstein ha ricevuto una buona educazione musicale alla Fundação Musical dos Amigos das Crianças di Lisbona dove ha studiato anche violoncello e canto corale; ha calcato le scene del Teatro Nacional de São Carlos di Lisbona già da bambina interpretando parti infantili in opere come Tosca, La bohème e Carmen. Dopo le scuole superiori al Lycée Français Charles Lepierre, si è iscritta al Conservatoire national supérieur d'art dramatique di Parigi per studiare recitazione.
Come attrice ha preso parte già dal 2004 ad alcune serie televisive per l'emittente portoghese Sociedade Independente de Comunicação (SIC). Nel cinema, dopo una breve parte in Après lui, diretta da Gaël Morel (2007), ha avuto ruoli più impegnativi in Lobos di José Nascimento (film che le valso il Globos de Ouro riservato alla migliore attrice nel 2009), Um Amor de Perdição di Mário Barroso e Singolarità di una ragazza bionda di Manoel de Oliveira (2009) dove ha interpretato la ragazza bionda del titolo.

## Filmografia

### Cinema
- Fin de curso, regia di Miguel Martí (2005)
- Sitiados, regia di Mariana Gaivão - cortometraggio (2006)
- Après lui, regia di Gaël Morel (2007)
- Lobos, regia di José Nascimento (2007)
- Um Amor de Perdição, regia di Mário Barroso (2008)
- Singolarità di una ragazza bionda (Singularidades de uma Rapariga Loura), regia di Manoel de Oliveira (2009)
- Filme do Desassossego, regia di João Botelho (2010)
- I misteri di Lisbona (Mistérios de Lisboa), regia di Raúl Ruiz (2010)
- A Moral Conjugal, regia di Artur Serra Araújo (2011)
- The Knot, regia di Jesse Lawrence (2012)
- A Gaiola Dourada, regia di Mário Barroso (2013)
- Os Maias, regia di João Botelho (2014)
- Peregrinação, regia di João Botelho (2015)
- Gli indesiderati d'Europa (Les Unwanted de Europa), regia di Fabrizio Ferraro (2018)
- Um Animal Amarelo, regia di Felipe Bragança (2020)
- La veduta luminosa, regia di Fabrizio Ferraro (2021)

### Televisione
- Só Gosto De Ti (2004)
- Uma Aventura (2005)
- Glória (2006)
- Nome de Código: Sintra (2007)
- Conta-me como foi (2007)
- A Vida Privada de Salazar (2009)
- Destino Imortal (2010)
- Espírito Indomável (2010)
- Depois do Adeus (2013)
- Santa Bárbara (2015-2016)